# Philippe de Gaulle
Philippe Henri Xavier Antoine de Gaulle (Parigi, 28 dicembre 1921 – Parigi, 13 marzo 2024) è stato un ammiraglio e politico francese, figlio del generale de Gaulle.

## Biografia

### Famiglia
Philippe de Gaulle nacque a Parigi il 28 dicembre 1921, figlio di Charles e Yvonne de Gaulle, e fu battezzato l'8 gennaio 1922 nella chiesa di San Francesco Saverio di Parigi, avente come madrina la nonna materna Marguerite Vendroux e come padrino lo zio paterno Xavier de Gaulle.
Probabilmente il nome Philippe venne scelto in onore del Maresciallo di Francia Philippe Pétain, di cui il padre fu negli anni precedenti stretto collaboratore.

Dopo lui nacquero le sue due sorelle:
- Élisabeth de Gaulle (1924-2013), moglie del generale Alain de Boissieu (1914-2006), insieme ebbero una figlia: Anne de Boissieu (Hardricourt, 20 giugno 1963).
- Anne de Gaulle (1928-1948), affetta da trisomia 21, a cui venne dedicata la Fondation Anne-de-Gaulle.[4]

Nell'estate del 1947 si fidanzò con Henriette de Montalembert de Cers (1929-2014), discendente della famiglia nobile dei Montalembert. La sera del 29 dicembre 1947 presso il municipio di Poncin si svolse la cerimonia civile e l'indomani il matrimonio religioso, che fu celebrato da Georges Thierry d'Argenlieu a Épierre.
 

La coppia ebbe quattro figli:
- Charles Roger René Jacques de Gaulle (Digione, 25 settembre 1948), avvocato e politico, inizialmente con l'UDF, poi con l'MPF, infine con l'FN[6];
- Yves Michel Louis Henri de Gaulle (Rabat, 1º settembre 1951), enarca, segretario generale di GDF SUEZ, consigliere di Stato[7];
- Jean Philippe Olivier Pierre de Gaulle (Bourg-en-Bresse, 13 giugno 1953), già deputato di Deux-Sèvres e di Parigi (1986-2007), "conseiller-maître"[8] alla Cour des Comptes[9];
- Pierre Louis Charles François de Gaulle (Suresnes, 20 giugno 1963).

### Carriera militare

#### Seconda guerra mondiale

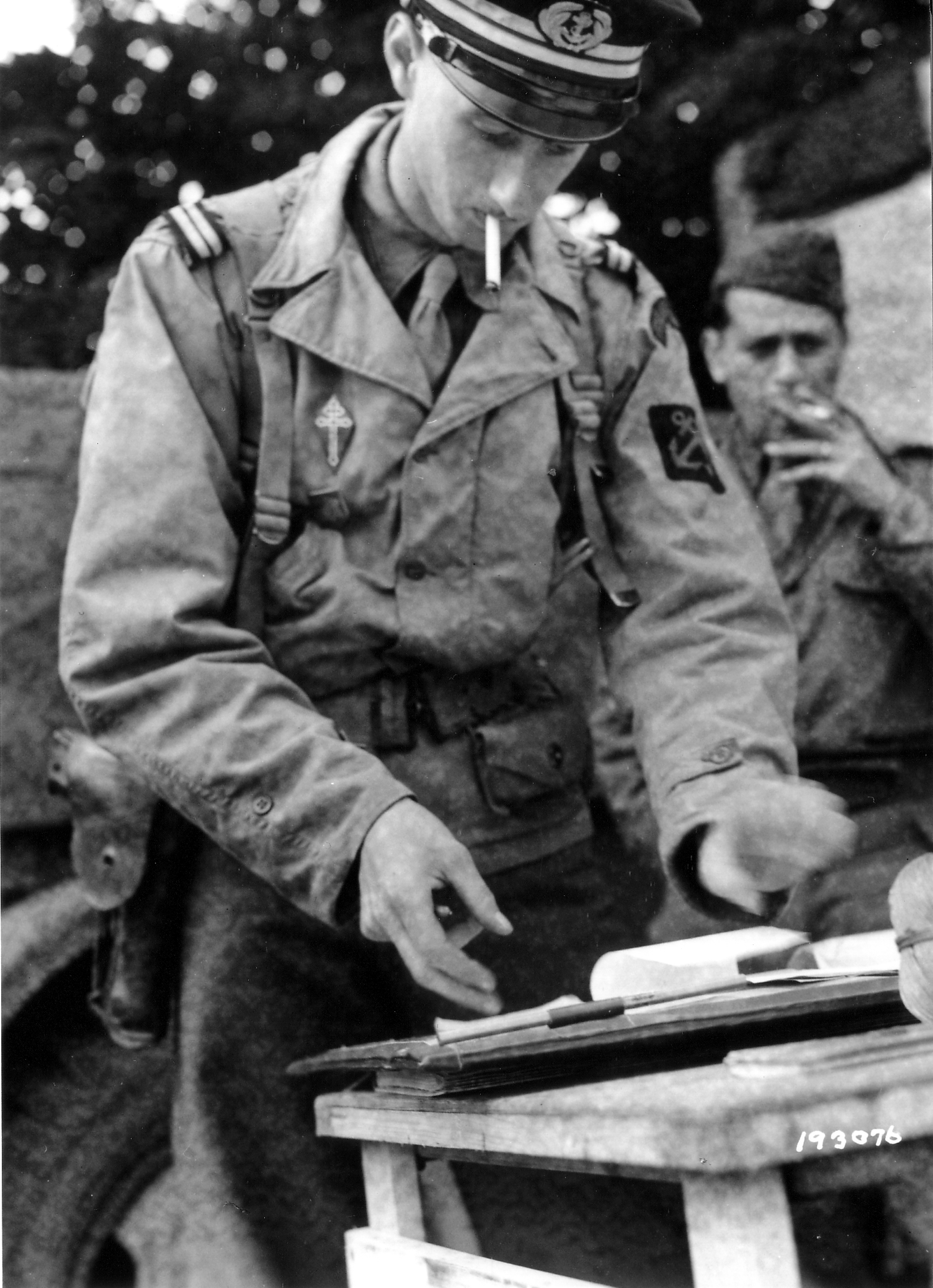
Philippe de Gaulle

Nel 1939, Philippe de Gaulle entrò al Collège Stanislas di Parigi, una scuola cattolica coprente dalla scuola dell'infanzia fino alla classe préparatoire aux grandes écoles. In vista dell'ingresso all'École navale a Lanvéoc, seguì la preparazione militare superiore.
Il 18 giugno 1940 insieme alla madre e alle sorelle, si recò a Brest per imbarcarsi su un traghetto per l'Inghilterra. Non ascoltarono quindi l'Appello lanciato alla radio, prendendone conoscenza solo il giorno dopo (il 19 giugno) quando, arrivati a Falmouth, egli lesse su The Daily Mirror che «un certo generale de Gaulle, che si trova a Londra, ha lanciato un appello a tutti i Francesi presenti in Gran Bretagna». In giornata riuscirono a prendere contatto con Londra e il giorno seguente (il 20 giugno), raggiunsero in treno Londra, dove arrivarono in serata.
Il manoscritto del testo dell'Appello del 18 giugno, parte integrante del dossier di iscrizione nel «Registro Memoria del mondo» dell'UNESCO, fu custodito da Philippe de Gaulle.
Il 23 luglio 1940 si arruolò nelle Forces navales françaises libres (FNFL). Fu, insieme a Geoffroy Chodron de Courcel e Élisabeth de Miribel, tra i primi a rispondere all'Appello.
Combatté durante tutta la seconda guerra mondiale:
- Servì come marinaio senza specialità e come pompiere ausiliario durante la battaglia d'Inghilterra.
- Nel settembre 1940 si imbarcò sulla corazzata Courbet.
- Allievo dell'École navale (promozione 1940) a bordo della nave Président Théodore Tissier; allievo ufficiale nell'ottobre 1941.
- Proseguì l'addestramento navale al BRNC a Dartmouth e in seguito nominato aspirante guardiamarina nel febbraio 1942.
- Da febbraio a maggio 1942 fu imbarcato sulla corvetta Roselys (ex Sundew) partecipando alla battaglia dell'Atlantico.
- Successivamente fu assegnato alle campagne di scorta e pattugliamento nella Manica a bordo del cacciasommergibili Chasseur 11.
- Poi, dal settembre 1942 al settembre 1943, fu nella "23e Flottille FNFL" a bordo di Motor Torpédo Boat (MTB), dove assunse le funzioni di secondo a bordo del MTB 96 (20 pattugliamenti nella Manica e 3 scontri con il nemico).
- Nel 1943 divenne alfiere di vascello imbarcandosi sulla fregata La Découverte (ex Windrush) (dal 22 ottobre 1943 al 6 gennaio 1944) e partecipando a diverse missioni di scorta nell'Atlantico del Nord.[13]
- Partecipò alla campagna di Francia (1944-1945) come comandante di un plotone del reggimento blindato di fucilieri di marina della 2e division blindée.[14]
- Il 25 agosto 1944 partecipò alla liberazione di Parigi e, in qualità di messaggero, fu inviato dalla gare de Paris Montparnasse, per portare l'ordine di resa ai tedeschi in quel momento asserragliati a palazzo Borbone, nei locali dell'Assemblea nazionale; disarmato e da solo dovette negoziare la resa dei tedeschi.[15]
- Combatté nel massiccio dei Vosgi nell'inverno del 1944-1945.
- Durante la seconda guerra mondiale riportò 6 ferite leggere. Per aver combattuto durante tutto il conflitto e in particolare nelle campagne dell'Atlantico e della Manica, ricevette nel 1945 la Croix de guerre 1939-1945 – con 3 citazioni – dalle mani di Philippe Leclerc de Hauteclocque a Argenton-sur-Creuse.
- Dopo la fine della guerra proseguì l'addestramento aeronavale negli Stati Uniti diventando pilota e proseguendo la carriera militare nella Marine nationale e nell'Aéronautique navale.

#### Dopoguerra
Ufficiale subalterno

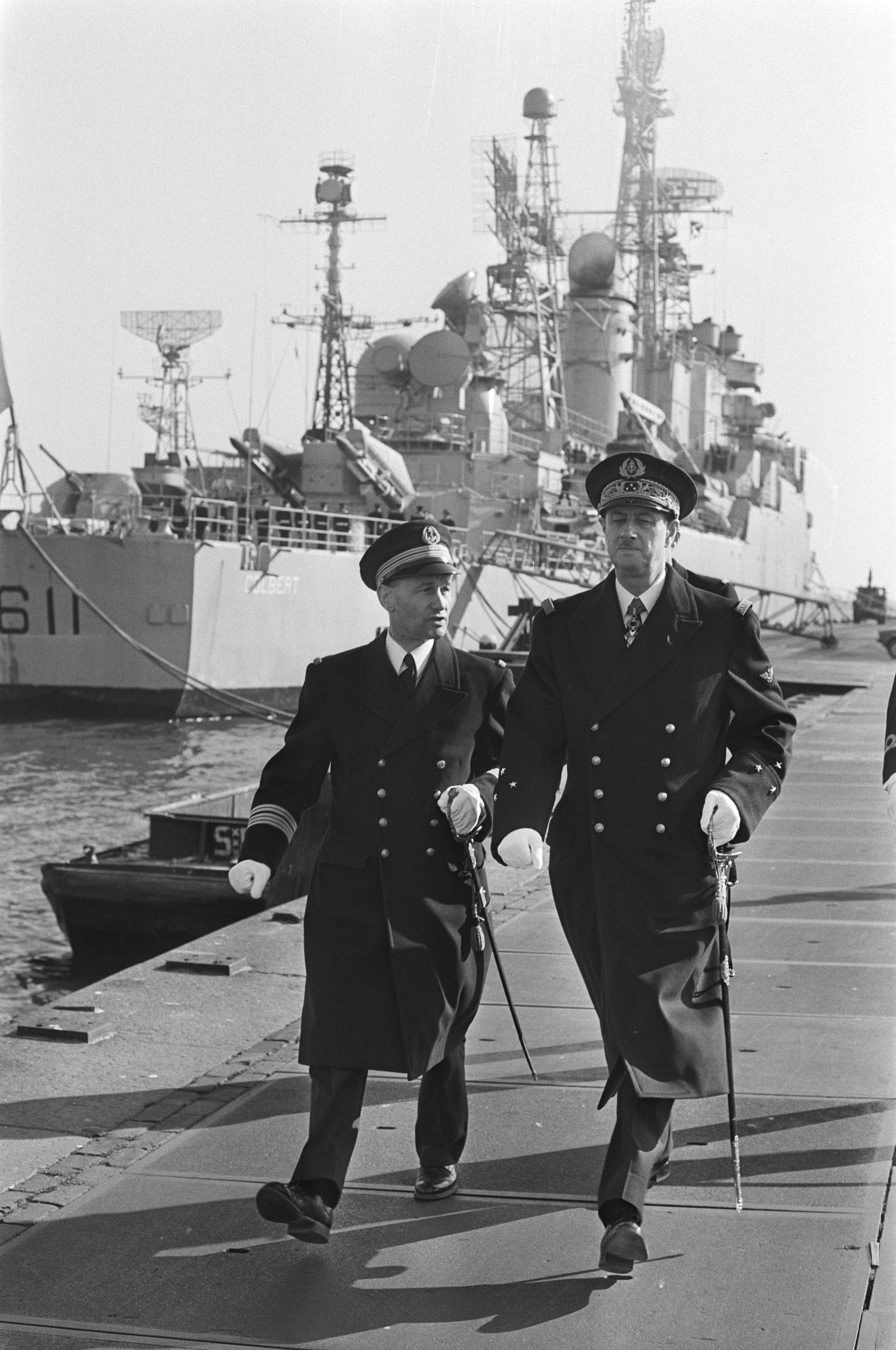
Philippe de Gaulle

- 7 luglio 1945 - Raggiunse gli Stati Uniti per un corso di pilotaggio.
- 10 ottobre 1946 - Allievo alla Scuola di appontaggio della base aeronavale di Cuers.
- 1º novembre 1946 - Assegnato alla Flottille 4F, equipaggiata con SBD-5, presso la base aeronavale di Hyères-Le Palyvestre.
- 1º luglio 1947 - Assegnato alla Flottille 3F, incaricato del servizio interno e della compagnia.
- 19 ottobre 1948 - Assegnato all'Escadrille 50S dell'École navale a Brest come ufficiale in seconda, poi come ufficiale di volo e pilota.
- 12 maggio 1951 - Capo del servizio istruzione, poi ufficiale in seconda alla Flottille 2F basata a Port-Lyautey (PfM).
- 15 maggio 1952 - Ufficiale in seconda alla Flottille 6F sulla "BAN Lartigue" a Orano (Af).
- 2 ottobre 1952 - Comandante della Flottille 6F.[17]
- 11 otobre 1954 - Capo del servizio ponte di volo-hangar sulla portaerei La Fayette.
- Effettuò due soggiorni nell'Aéronautique navale – imbarcata su portaerei – in Indocina, nel 1946-1948 e 1952-1954; effettuando appontaggi diurni e notturni (durante la guerra d'Indocina).

Ufficiale superiore
- 1º aprile 56 - Vice del capo delle operazioni.
- 18 maggio 1956 - Capo del servizio istruzioni alla base aeronavale di Hyères-Le Palyvestre.
- 13 ottobre 1956 - Assegnato al 3º ufficio dello Stato Maggiore generale della Marina a Parigi.
- 16 gennaio 1957 - Stagista alla Scuola di guerra navale.
- 2 gennaio 1958 - Assegnato al 3º ufficio dello Stato Maggiore generale della Marina, sezione aeronautica.
- 15 settembre 1959 - Assistente della 2ª divisione di escorteurs d'escadre sulla nave Duperré.
- 19 dicembre 1960 - Comandante dell'escorteur rapide Le Picard.[18]
- 4 gennaio 1962 - Assegnato allo Stato Maggiore delle forze armate, divisione impiego.
- 24 novembre 1964 - Comandante della base aeronavale di Dugny-Le Bourget.
- 23 agosto 1966 - Assegnato allo Stato Maggiore delle forze armate, divisione navi-armi.
- 23 gennaio 1967 - Comandante della frégate FLE Suffren.[19]
- 22 aprile 1968 - Assegnato allo Stato Maggiore generale della Marina.
- 23 settembre 1968 - Revisore al "Centre des hautes études militaires" (CHEM)–"Institut des hautes études de Défense nationale".
- 22 settembre 1969 - Comandante dell'Aéronautique navale della 2ª région maritime a Brest.
- 17 maggio 1971 - Capo della divisione studi generali dello Stato Maggiore delle forze armate.

Ufficiale generale
- Dal 23 maggio 1973 fu Comandante del Groupe Naval d'Essais et de Mesures ("GROUPE M"), e in questo ruolo fu spesso a bordo della nave misurazioni Henri Poincaré.
- Dal 6 dicembre 1974 fu Comandante dell'Aviation de patrouille maritime ("ALPAMAR") alla BAN Dugny-Le Bourget.
- Dal 9 febbraio 1976 fu Comandante dell'Escadre de l'Atlantique.
- Dal 10 ottobre 1977 fu Presidente della commissione permanente dei test delle navi della flotta.
- Dal 1º novembre 1980 fu Ispettore generale della Marina.
- Nel 29 dicembre 1982 fu ammesso nella seconda sezione, cioè in pensione.[20]

#### Avanzamenti di grado

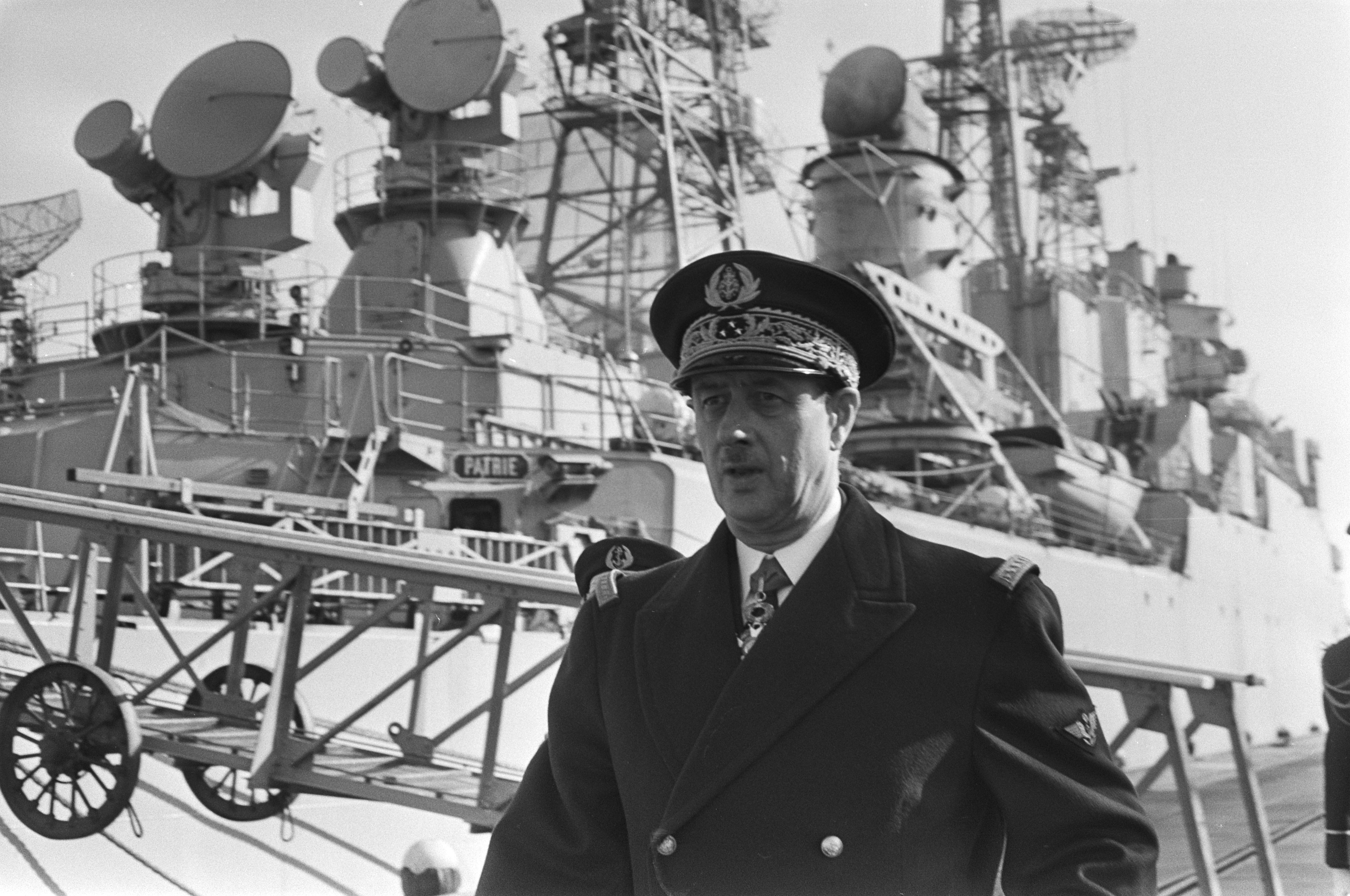
Philippe de Gaulle

- 23 luglio 1940 : Élève-aspirant (Allievo ufficiale)[16]
- 1º febbraio 1942 : Aspirant (Aspirante guardiamarina)
- 1º febbraio 1943 : Enseigne de vaisseau de 2e classe (Alfiere di vascello / Guardiamarina)
- 1º febbraio 1944 : Enseigne de vaisseau de 1e classe (Alfiere di vascello / Sottotenente di vascello)
- 24 dicembre 1948 : Lieutenant de vaisseau (Tenente di vascello)
- 1º aprile 1956 : Capitaine de corvette (Capitano di corvetta)
- 1º ottobre 1961 : Capitaine de frégate (Capitano di fregata)
- 1º aprile 1966 : Capitaine de vaisseau (Capitano di vascello)
- 1º settembre 1971 : Contre-amiral (Contrammiraglio)
- 1º giugno 1975 : Vice-amiral (Viceammiraglio)
- 1º giugno 1977 : Vice-amiral d'escadre (Viceammiraglio di squadra)[21]
- 25 giugno 1980 : Amiral (Ammiraglio)[21]

### Carriera politica
Philippe de Gaulle fu eletto senatore di Parigi per il Raggruppamento per la Repubblica (RPR) – diventato poi Unione per un Movimento Popolare (UMP) – il 28 settembre 1986 venendo rieletto il 24 settembre 1995; rimase in carica fino al 30 settembre 2004, quando finito il secondo mandato, non si ripresentò. 

Al Sénat fu "Membro della commissione degli affari esteri, della difesa e delle forze armate". 

Depositò 4 rapporti:
- 1991-1992: Forces terrestres (Projet de loi de finances pour 1992) - Avis numéro 95 Tome VI;
- 1990-1991: Quelques enseignements immédiats de la crise du Golfe quant aux exigences nouvelles en matière de défense - Rapport d'information numéro 303;
- 1990-1991: Section forces terrestres (Projet de loi de finances pour 1991) - Avis numéro 88 Tome VI;
- 1990-1991: Section forces terrestres (Projet de loi de finances pour 1990) - Avis numéro 62 Tome VI.

Dal 2006, Philippe de Gaulle fu membro del comitato d'onore del movimento politico di ispirazione gollista: Mouvement Initiative et Liberté (MIL).
Philippe de Gaulle fu membro del comitato d'onore e presidente onorario dell'Union nationale inter-universitaire (UNI), movimento universitario creato da Jacques Foccart nel 1969.

### Morte

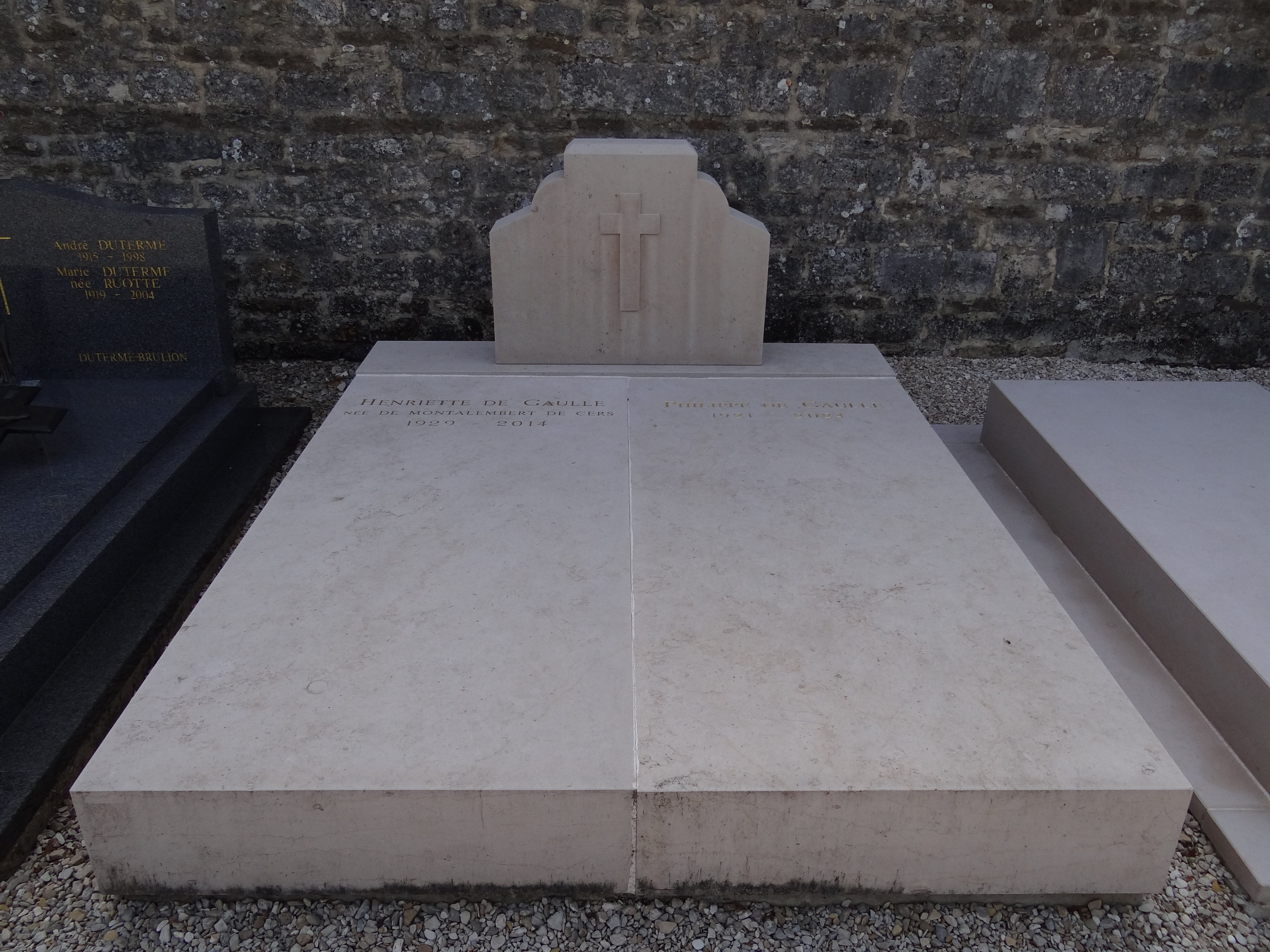
Tomba di Henriette e Philippe de Gaulle al cimitero di Colombey-les-Deux-Églises

Divenuto l'ospite più anziano e illustre dell'ospedale militare degli Invalidi, trascorse gli ultimi due anni della sua vita nell'istituto militare. Fu lì che morì nella notte tra il 12 e il 13 marzo 2024 all'età di 102 anni.
Il 20 marzo 2024, gli venne riservato un omaggio nazionale da Emmanuel Macron agli Invalides alla presenza dell'ex presidente Nicolas Sarkozy, del principe Alberto II di Monaco, del granduca e della granduchessa del Lussemburgo. Philippe de Gaulle venne poi sepolto lo stesso giorno a Colombey-les-Deux-Églises.

### Memorie
Dopo la morte del padre, Philippe da Gaulle curò l'uscita del secondo volume (incompleto) delle Mémoires d’espoir – l'opera avrebbe dovuto comporsi di tre volumi, ma alla morte del Generale, solo il primo volume era già stato pubblicato e del secondo volume solo i primi 2 capitoli erano pronti per la stampa – e soprattutto curò i 13 volumi di Lettres, Notes et Carnets (pubblicati tra il 1980 e il 1997); nel 1988, grazie a questa pubblicazione, Philippe de Gaulle ricevette il Prix d’Académie dell'Académie française.
Nel 1997 e nel 2000, Philippe de Gaulle pubblicò, in due volumi, le sue Mémoires accessoires, che idealmente completano quelle del padre.
Sotto la forma di interviste di Michel Tauriac, Philippe de Gaulle pubblicò: Les 30 jours qui ont fait de Gaulle (2001), De Gaulle, mon père (in due volumi, nel 2003 e 2004) e Mon père en images (2006).
In particolare De Gaulle, mon père fu un successo di vendite e ricevette il premio letterario Prix Honneur et Patrie della SMLH; tuttavia, l'opera suscitò anche diverse critiche, in particolare riguardo un'intervista concessa da Philippe de Gaulle circa gli harkis, o ancora riguardo alcune inesattezze o errori rilevati da diversi storici; tuttavia, l'opera rimane una fonte primaria sul generale de Gaulle, la sua via privata e politica.

## Onorificenze
Il Generale de Gaulle non fece mai il figlio Philippe Compagno della Liberazione, sicuramente per non prestare il fianco ad eventuali accuse di nepotismo. Probabilmente per lo stesso motivo, Philippe de Gaulle non ricevette nemmeno la Médaille de la Résistance. Philippe de Gaulle a questo proposito riporta nelle Mémoires accessoires un dialogo avuto col padre: «Naturalmente, io non potevo, figlio mio, farti compagno della Liberazione. Se non a titolo postumo o se tu eri rimastro gravemente mutilato, e ancora! D'altra parte, io ho nominato un consiglio dell'Ordine che non me l'ha proposto e adesso [l'ordine] è chiuso... salvo per la Croce che si riserva a Churchill.»

## Opere
- (FR) Philippe de Gaulle, De Gaulle, Paris, Plon, 1989, ISBN 2-259-01988-9, bnf:35064778 .
- (FR) Philippe de Gaulle, Mémoires accessoires 1921-1946, Paris, Plon, 1997, ISBN 978-2-259-18586-8. URL consultato il 3 ottobre 2017 (archiviato dall'url originale il 3 ottobre 2017).
  - (FR) Philippe de Gaulle, Mémoires accessoires 1921-1946, Paris, Edi8 (Plon), 2014  [1997], ISBN 978-2-259-22905-0.
- (FR) Charles de Gaulle e Philippe de Gaulle, Mémoires d'espoir : L'esprit de la Ve République, Paris, Plon, 1999, ISBN 978-2-259-19137-1.
- (FR) Philippe de Gaulle, Mémoires accessoires 1947-1979, Paris, Plon, 2000, ISBN 978-2-259-18587-5. URL consultato il 3 ottobre 2017 (archiviato dall'url originale il 3 ottobre 2017).
  - (FR) Philippe de Gaulle, Mémoires accessoires 1947-1979, Paris, Edi8 (Plon), 2014  [2000], ISBN 978-2-259-22906-7.
- (FR) Philippe de Gaulle e Michel Tauriac, Les 30 jours qui ont fait de Gaulle : 18 mai-18 juin 1940 : le récit de son fils, l'amiral Philippe de Gaulle, et des témoins de l'époque, Paris, Economica, 2001, ISBN 978-2-7178-4352-1.
- (FR) Philippe de Gaulle e Michel Tauriac, De Gaulle, mon père : entretiens avec Michel Tauriac, vol. 1, Paris, Plon, 2003, ISBN 978-2-259-19754-0.
- (FR) Philippe de Gaulle e Michel Tauriac, De Gaulle, mon père : entretiens avec Michel Tauriac, vol. 2, Paris, Plon, 2004, ISBN 978-2-259-20003-5.
  - 23 giugno 2005 – Philippe de Gaulle e Michel Tauriac, Amiral Philippe de Gaulle : entretiens avec Michel Tauriac, CD (doppio), Frémeaux & Associés FA5130, Francia, BNF: cb40055202z
- (FR) Philippe de Gaulle e Michel Tauriac, Mon père en images : entretiens avec Michel Tauriac, Paris, Michel Lafon, 2006, ISBN 978-2-7499-0547-1.